# B3 Biennale des bewegten Bildes 2013
Die B3 Biennale des bewegten Bildes ist ein alle zwei Jahre, seit 2019 jährlich in Frankfurt am Main stattfindendes crossmediales Film- und Kunstfestival, das von der Hochschule für Gestaltung Offenbach ausgerichtet wird. Im Herbst 2013 fand die B3 Biennale zum ersten Mal als Nachfolgerin des Edit Filmmaker’s Festival an über 20 Orten in Frankfurt am Main statt und konnte circa 15.000 Besucher verzeichnen. Das Leitthema des Festivals lautete „Expanded Narration. Das Neue Erzählen“ und setzte somit den Schwerpunkt der Biennale auf interaktives, crossmediales Storytelling. In den sechs Schwerpunkten TV-Serien, Games, Immersion, Transmedia, Kunst, Kino setzten sich internationale Künstler und Medienschaffende mit der Expansion des Erzählens und Storytellings durch die Neuen Medien auseinander. Filmscreenings und Ausstellungen begleitete ein wissenschaftliches Konferenz- und Workshopprogramm. Partner der Biennale war unter anderem die Hessische Film- und Medienakademie. Höhepunkte des crossmedialen Festivals war das Screening von künstlerischen FullDome-Filmen in der Weißfrauen-Diakoniekirche und der Auftritt von Laurie Anderson im Gibson Club Frankfurt.

## B3 BEN Award
Insgesamt wurden neun Preise in den Kategorien B3 Ehrenpreis für das Lebenswerk, B3 BEN Hauptpreis, B3 BEN Nachwuchspreis sowie für den Ultrashort-Wettbewerb #B3expandednarration und #B3live ausgelobt. Den ersten B3 BEN Ehrenpreis erhielt Laurie Anderson.
| Kategorie                     | Preisträger                           | Titel                          | Land                           |
| ----------------------------- | ------------------------------------- | ------------------------------ | ------------------------------ |
| Ehrenpreis für das Lebenswerk | Laurie Anderson                       | Laurie Anderson                | USA                            |
| Hauptpreis „Linear“           | Richard Mosse                         | The Enclave                    | Irland                         |
| Hauptpreis „Nonlinear“        | Candice Breitz                        | Treatment                      | Deutschland, Südafrika         |
| Hauptpreis „Transmedial“      | Arash T. Riahi, Arman T. Riahi        | Everyday Rebellion             | Iran                           |
| Nachwuchspreis „Linear“       | Laura Laabs, Max Kerkhoff             | Volksbühne                     | Deutschland                    |
| Nachwuchspreis „Nonlinear“    | Philipp Bergmann, Matthias Schönijahn | Breaking News                  | Deutschland                    |
| Nachwuchspreis „Transmedial“  | Nikolas Schmid-Pfähler, Carolin Liebl | Vincent & Emily                | Deutschland                    |
| #B3expandednarration          | Oliver Rossol, Janja Milosevic        | Oliver Rossol, Janja Milosevic | Oliver Rossol, Janja Milosevic |
| #B3live                       | Yaschar Scheyda, Marco Seifert        | Yaschar Scheyda, Marco Seifert | Yaschar Scheyda, Marco Seifert |

## Film- und FullDome-Programm

### Filmprogramm
| Titel                                                                          | Regisseur            | Land                                | Jahr          |
| ------------------------------------------------------------------------------ | -------------------- | ----------------------------------- | ------------- |
| Hélio Oiticica                                                                 | César Oiticica Filho | Brasilien                           | 2012          |
| The Attack                                                                     | Ziad Doueiri         | Frankreich, Belgien, Qatar, Ägypten | 2012          |
| im nächsten leben kauf ich mir ein parkhaus oder werde mit 22 popstar in japan | Michel Klöfkorn      | Deutschland                         | Retrospektive |
| About: Kate                                                                    | Janna Nandzik        | Deutschland                         | 2013          |
| Cloudstreet                                                                    | Matthew Saville      | Australien                          | 2011          |
| Dag                                                                            | Øysein Karlsen u. a. | Norwegen                            | 2000–2012     |
| The Killing (Staffel 3, Episode 1+2)                                           | Veena Sud            | USA                                 | 2011          |
| The Sapphires                                                                  | Wayne Blair          | USA                                 | 2012          |
| It´s more than TV – die neuen US-Serien und ihre Macher                        | Christoph Dreher     | Deutschland                         | 2012          |

### FullDome-Programm
| Titel                               | Regisseur                                                                    | Land        | Jahr |
| ----------------------------------- | ---------------------------------------------------------------------------- | ----------- | ---- |
| Cell! Cell! Cell!                   | Max Crow                                                                     | UK          | 2012 |
| Losing the Dark                     | Mark C. Petersen                                                             | USA         | 2013 |
| Astronaut                           | NSC Creative                                                                 | UK          | 2006 |
| Space Defender                      | Gonzalo Arilla                                                               | Deutschland | 2008 |
| Escher's Universe                   | Ernesto Páramo                                                               | Estland     | 2012 |
| We have only one World              | Alexander Bartneck                                                           | Deutschland | 2012 |
| Paperworld                          | Warik Lawrence                                                               | Australien  | 2009 |
| Tilt                                | Warik Lawrence, Tanya Hill                                                   | Australien  | 2011 |
| White Room 02B3                     | Greg Aronowitz                                                               | USA         | 2012 |
| Lars der kleine Eisbär              | Berit Thomas, Katrin Knickmeyer, Jens Fischer, Ralph Heinsohn, Eduard Thomas | Deutschland | 2011 |
| 50 Prozent Illusion                 | Thorsten Greiner                                                             | Deutschland | 2008 |
| Cirque du Sphere – Artist’s Version | Tobias Wiethoff                                                              | Deutschland | 2013 |
| Loco Dyna Morphic                   | Stefan Berke, Jan Zehn                                                       | Deutschland | 2013 |
| Magic Box State Grid                | Uwe Brückner, Marc Tamschick, Martin Retschitzegger                          | Deutschland | 2010 |
| Februar                             | Maarten Isaäk de Heer                                                        | Deutschland | 2013 |